# Aleksandra Kubiak
Aleksandra Kubiak, po mężu Grochowska (ur. 5 lutego 1930 w Łodzi, zm. 27 stycznia 2021 tamże) – polska siatkarka, wicemistrzyni świata (1952), wicemistrzyni Europy (1950, 1951), wielokrotna mistrzyni Polski.

## Życiorys
Karierę sportową rozpoczęła w HKS Łódź, zdobywając wicemistrzostwo Polski w 1948. Z Chemią (Unią Łódź) wywalczyła dwukrotnie mistrzostwo Polski (1949, 1950). W 1950 została zawodniczką AZS Warszawa, z warszawską drużyną zdobyła mistrzostwo Polski w 1952 roku i brązowy medal mistrzostw Polski w roku 1953.
W reprezentacji Polski zadebiutowała 9 września 1949 roku w meczu Igrzysk Bałkańskich z Jugosławią. Trzykrotnie zdobywała medale imprez międzynarodowych, w 1952 roku została wicemistrzynią świata na zawodach rozgrywanych w Związku Radzieckim, a wcześniej dwukrotnie wywalczyła wraz z reprezentacją Polski wicemistrzostwo Europy (1950, 1951). Ostatni raz w biało-czerwonych barwach wystąpiła 7 września 1952 w towarzyskim spotkaniu z Czechosłowacją. Łącznie w I reprezentacji Polski zagrała w 36 spotkaniach.
Jej mężem był Gwidon Grochowski siatkarz, trener i sędzia siatkarski.
Zmarła kilka dni przed swoimi 91. urodzinami w rodzinnej Łodzi. Została pochowana 4 lutego 2021 roku na cmentarzu katolickim św. Wojciecha w Łodzi.